# Steph De Lander
Stephanie De Landre (el 21 de enero de 1997), es una luchadora profesional australiana, más conocida en el circuito independiente bajo el nombre de Steph De Lander. Anteriormente trabajó para la WWE en la marca NXT bajo el nombre Persia Pirotta. Actualmente está en Impact Wrestling.

## Campeonatos y logros
- Total Nonstop Action Wrestling
  - TNA Digital Media Championship (1 vez y actual)
- Melbourne City Wrestling
  - MCW Women's Championship (1 vez, inaugural)[1]
  - MCW Women's Championship Invitational Tournament (2019)[2]
- Newcastle Pro Wrestling
  - Newy Pro Women's Championship (1 vez)[3]
  - Newy Pro Invictus Tournament Winner (2020)
- Venom Pro Wrestling
  - VPW Women's Championship (1 vez)[4]